# Christian Julius Frederik de Meza
Christian Julius Frederik de Meza (* 4. September 1727 in Amsterdam als Salomon Theophilus de Meza; † 24. Juni 1800 in Kopenhagen) war ein in Kopenhagen ansässiger, niederländischer Arzt sephardischer Herkunft.

## Leben
De Meza war Sohn des Rabbiners Abraham de Meza und dessen Gattin Regina, geb. Cahanet Belinfante. Zu seinem Vornamen Salomon fügte er spüter noch den selbstgewählten Namen Theophilus bei, nach seiner Taufe nannte er sich Christian Julius Frederik. Sein Medizinstudium absolvierte er an der Universität Utrecht, an der er am 10. Juni 1749 mit der Abhandlung De menstruis promoviert wurde. Nachdem er in Harderwijk, Hamburg und London praktiziert hatte, kam er 1753 nach Kopenhagen, wo er rasch eine Praxis einrichtete und sich eine angesehene Stellung unter seinen Kollegen erwarb. 1753 gehörte er zu den Gründungsmitgliedern der Medicinsk selskab und schrieb einige Abhandlungen, die allerdings nicht alle gut aufgenommen wurden. Nach dem Tode seiner Frau ließ er sich selbst und zwei seiner Kinder am 26. Oktober 1783 in Fredensborg von C. Bastholm taufen. Sein Sohn Christian Jacob Theophilus de Meza (1756–1844) wurde Stadtphysicus und Justizrat. Dessen Sohn Christian Julius de Meza war Obergeneral der dänischen Truppen in der Schleswig-Holsteinischen Erhebung und im Deutsch-Dänischen Krieg.

## Schriften (Auswahl)
- De menstruis (1749)
- Armamentarium medicum (1761)
- De l’education des enfants (1769)
- Diatribæ medicæ tres (1775)
- Opuscula pathologico-practica (1776)
- Observationes physico-medicæ circa frigus (1776)
- Compendium medicum practicum per falsciulos distributum (drei Bände, 1780–1783)
- Testamen historiæ medicæ (zwei Bände, 1791)[2]

## Endnoten
1. ↑  Gordon Norrie: Christian Julius Frederik de Meza. In: Svend Cedergreen Bech, Svend Dahl (Hrsg.): Dansk biografisk leksikon. Begründet von Carl Frederik Bricka, fortgesetzt von Povl Engelstoft. 3. Auflage. Band 9: Levi–Moltesen. Gyldendal, Kopenhagen 1981, ISBN 87-01-77452-2 (dänisch, biografiskleksikon.lex.dk).
2. ↑  Dansk og Norsk Litteraturlexicon. Anden Halvdel: M–Ø. Kopenhagen 1819, S. 387.

| Personendaten    | Personendaten                             |
| ---------------- | ----------------------------------------- |
| NAME             | Meza, Christian Julius Frederik de        |
| ALTERNATIVNAMEN  | Meza, Salomon Theophilus de (Geburtsname) |
| KURZBESCHREIBUNG | niederländischer Arzt in Kopenhagen       |
| GEBURTSDATUM     | 4. September 1727                         |
| GEBURTSORT       | Amsterdam                                 |
| STERBEDATUM      | 24. Juni 1800                             |
| STERBEORT        | Kopenhagen                                |